# روبرت ك. هنري
روبرت ك. هنري (بالإنجليزية: Robert Clayton Henry)‏ هو سياسي أمريكي، ولد في 16 يوليو 1921 في سبرينغفيلد في الولايات المتحدة، وتوفي بنفس المكان في 8 سبتمبر 1981 بسبب سرطان. حزبياً، نشط في الحزب الجمهوري. وقد انتخب Mayor of Springfield ‏.